# Cornebarrieu
 Cornebarrieu  es una población y comuna francesa, en la región de Mediodía-Pirineos, departamento de Alto Garona, en el distrito de Toulouse y cantón de Blagnac.

## Demografía
| 777 | 1034 | 1217 | 1844 | 2524 | 2803 | 3794 | 4694 |
| Para los censos de 1962 a 1999 la población legal corresponde a la población sin duplicidades (Fuente: INSEE [Consultar]) |      |      |      |      |      |      |      |